# Göritz
Göritz é um município da Alemanha, situado no distrito de Uckermark, no estado de Brandemburgo. Tem 25,42 km² de área, e sua população em 2019 foi estimada em 822 habitantes.